# Воїн усіх часів (3 сезон)
Третій сезон шоу «Воїн усіх часів» — вийшов 20 липня 2011 року. Дві фінальні серії були показані 14 вересня.
У третьому сезоні дуже важливу роль почав грати Дейв Бейкер, який створював холодну зброю шоу починаючи з самого першого сезону. Він отримав свій сегмент шоу, де давав довідкову інформацію про те, як створювалося ту чи іншу зброю. Третій сезон став сезоном історичних персоналій, так як практично в кожній серії боролися великі історичні персони. Також в 3 сезоні почали використовувати онлайн трансляції — перед, під час і після серій показували студію програми в прямому ефірі, де Кірон Елліотт ставив різні питання провідних смертоносних воїнів і розповідав про результати голосування (хто переможе в цій серії?), Який проходив на їх офіційному сайті. Підсумки голосування глядачів завжди збігалися з підсумком шоу, знятим заздалегідь. У 3 сезоні кожен епізод був унікальним, мав щось таке, чого до цього не було.

## Джордж ВашингтонпротиНаполеона Бонапарта

### Команда Джорджа Вашингтона
- Пол Суду, експерт по зброї 18-го століття
- Уейн Лі, доктор наук, професор військової історії

### Озброєння
- Колішемард (шпага)
- Кремінний мушкет «Браун Бесс»[прим. 1], і довга Пенсильванська гвинтівка
- 6-фунтова гармата

Зразок тактики: Облога Йорктауна
 'Дані воїна' 
- Рік: +1781
- Зріст: 6 футів 3 дюйми
- Вага: 200 фунтів

### Команда Наполеона Бонапарта
- Метью Кейп, спеціаліст зі зброї 19 століття
- Філліп Симон, історик

### Озброєння
- Кавалерійська шабля
- Кремінний мушкет Шерлевілля зразка 1777 року
- 8-фунтова гармата

Зразок тактики: Битва під Аустерліцем
 'Дані воїна' 
- Рік: 1805
- Зростання: 5 футів 6 дюймів
- Вага: 140 фунтів

|                          | Джордж Вашингтон                                    | Відсоток перемог | Наполеон Бонапарт   | Відсоток перемог |
| ------------------------ | --------------------------------------------------- | ---------------- | ------------------- | ---------------- |
| Зброя ближнього бою      | Колишемард                                          | 53 %             | Кавалерійська шабля | 47 %             |
| Зброя сереньої дальності | Мушкет «Браун Бесс» и Довга Пенсільванська винтовка | 73 %             | Мушкет Шерлевілля   | 27 %             |
| Зброя дальної дії        | 6-фунтова пушка                                     | 31 %             | 8-фунтова пушка     | 69 %             |
| Totals                   | 2,530                                               | 50.6 %           | 2,470               | 49.4 %           |

|                       | Джордж Вашингтон | Наполеон Бонапарт |
| --------------------- | ---------------- | ----------------- |
| Логістика             | 73               | 79                |
| Тактика               | 84               | 88                |
| Змучування противника | 74               | 67                |
| Талант полководця     | 88               | 82                |

### Факти про епізод
- Вперше були випробувані гармати. 8-фунтова гармата Наполеона була визнана кращою від 6-фунтової гармати Вашингтона за рахунок більш потужного пострілу картеччю: гармата Наполеона вразила 8 мішеней з 15, а дробовий заряд гармати Вашингтона — тільки 4.
- Мушкет Шерлевілля Наполеона програв зброї Вашингтона через більш низьку точності, так як його конструкція була адаптована під стрілянину залпом і передбачала більш швидку перезарядку в мінус точності. «Браун Бесс» мала той самий недолік, однак перевагу Вашингтону принесла Довга Пенсільванська гвинтівка з нарізним стволом і дальністю до 180 метрів. У підсумку перемогу Вашингтону принесла комбінована тактика швидкої стрільби з мушкетів за підтримки влучними пострілами з гвинтівок.
- Незважаючи на перевагу шаблі в бою верхи, Колішемард був визнаний кращою зброєю за рахунок можливості завдавання колючих ударів і кращої пристосованості для пішого воїна. Останнє команда визнала перевагою, так як під Вашингтоном кілька разів вбивали коня. Що цікаво, в серії «Іван Грозний проти Ернана Кортеса» шабля була визнана кращою рапіра саме через те, що вона краще підходила для бою верхи і в стресовій обстановці бою, так як розраховане на прості і потужні удари.
- Вашингтону був приписаний більший полководницький талант, ніж Наполеону. Команда обґрунтувала це тим, що Вашингтон зміг зібрати партизанську армію і використовуючи всі можливості щоб розбити англійців, в той час як у війні 1812 року Наполеон розтягнув свої сили і в підсумку зазнав поразки.
- Вашингтону була поставлена більш низька оцінка за організацію постачання армії, так як багато з його озброєння було імпровізованим, а у Наполеона була ціла військова система.
- Обидва воєначальника в симуляції вголос віддавали накази своїм підрозділам.

## Серія 24:Жанна д'АркпротиВільгельма Завойовника

### Команда Жанни д'Арк
- Клер Доден, актриса і реконструктор битв
- Тімоті Піклс, військовий історик

### Озброєння
- Французький лицарський меч 15-го століття
- Сталевий арбалет
- Гармата

### Зразок тактики
- Облога Орлеана

### Дані воїна
- Рік: +1429
- Вік: 17
- Зростання 160 см, вага 52 кг
- Броня: латний обладунок

### Команда Вільгельма Завойовника
- Джейсон Макніл, фахівець по середньовічному озброєння
- Стівен Морілло, доктор історичних наук

### Озброєння
- Норманський палаш
- Складовою арбалет з ручною перезаряджанням
- Торсійна катапульта

### Зразок тактики
- Битва при Гастінгсі

### Дані воїна
- Рік: +1066
- Вік: 38
- Зростання 175 см, вага 88 кг
- Броня: Хауберг

|                           | Жанна д'Арк      | Відсоток перемог | Вильгельм Завойовник | Відсоток перемог |
| ------------------------- | ---------------- | ---------------- | -------------------- | ---------------- |
| Зброя ближнього бою       | Меч              | 49 %             | Норманський палаш    | 51 %             |
| Зброя середньої дальності | Сталевий арбалет | 55 %             | Композитний арбалет  | 45 %             |
| Зброя дальнього бою       | Пушка            | 51 %             | Торсіонна катапульта | 49 %             |
| Броня                     | Лати             | 56 %             | Хауберг              | 44 %             |
| Всього                    | 2,587            | 51.74 %          | 2,413                | 48.26 %          |

|                 | Жанна д'Арк | Вильгельм Завойовник |
| --------------- | ----------- | -------------------- |
| Фізичні дані    | 64          | 78                   |
| Воєнний досвід  | 58          | 81                   |
| Тактика         | 72          | 78                   |
| Інтуїція        | 84          | 80                   |
| Логістика       | 74          | 72                   |
| Інстинкт вбивці | 83          | 86                   |

### Факти про епізод
- Вперше в шоу були випробувані знаряддя облоги: катапульта проти гармати. Гармата за рахунок потужності пострілу і масштабів руйнувань перевершила катапульту з її теоретично безмежним боєзапасом.
- Вперше в епізоді головною дієвою особою однієї зі сторін була жінка (хоча і раніше вони з'являлися в шоу як бійці).
- У змаганні зброї дальнього бою французький сталевий арбалет, незважаючи на довгу перезаряджання (в середньому 47 секунд) і необхідність використання помічника, продемонстрував кращу точність, вразивши 9 пострілами 6 мішеней. Норманський складовий арбалет зі швидкою ручною перезаряджанням (в середньому 20 секунд) вразив 9 пострілами тільки 3 мішені.
- У змаганні тактик були продемонстровані агресивна атака Жанни Д'Арк під Орлеаном та тактика відволікаючого відступу Вільгельма Завойовника в битві при Гастінгсі. На думку експертів, тактика Вільгельма була більш ефективною, оскільки Вільгельм вміло виманив англосаксів і розбив їх, в той час як успіх Жанни був пов'язаний тільки з натхненням французів і грубими прорахунками англійців. не аналізувалися подальші дії під керівництвом Жанни, такі як похід на північ Франції і розгром англійців при Пате.
- Змагання холодної зброї і лат були об'єднані в одне випробування: Меч за 35 секунд знищила 4 мішені з 5 і пробив норманську кольчугу. Палаш знищив всі п'ять мішеней за 21 секунду, однак мішень в латах була вражена тільки ударом в незахищене місце, а самі лати були пробиті. У підсумку перемогу в тезі холодної зброї здобув палаш Вільгельма, а в обладунках — лицарські лати Жанни.
- Перед випробуваннями холодної зброї і лат була проведена перевірка на рухливість в обладунках: учасники по черзі виконували прийоми фехтування без обладунків і в них, а їх рухи аналізувалися за допомогою технології захоплення. Результати спростували уявлення, що кольчуга забезпечує кращу рухливість: лати сповільнювали руху бійця тільки на 14 %, тоді як кольчуга — на 27 %, що пов'язано з тим, що лати надавали диференційований захист, а кольчуга рівномірно «обважувала» всього бійця

## Серія 25:Сили спеціальних операцій КНДРпротирейнджерів армії США

### Команда Рейнджерів
- Тім Кеннеді, боєць змішаних єдиноборств, штаб-сержант армії США
- Джон Лок, підполковник армії США, військовий історик

### Озброєння
- Автомат M4
- Снайперські гвинтівки SR-25
- Протипіхотна міна M18A1 «Клеймор»
- Рукопашний бій: програма підготовки спецназу США

### Дані воїна
- Вік: 24
- Зріст: 178 см, вага 72 кг

### Команда Спецназу Північної Кореї
- Чарльз Джо, фахівець з тактики SWAT
- Джі Джей Кім, колишній морський піхотинець Південної Кореї, володар 7 дану по Тхеквондо
- Томас Рікс, колишній офіцер розвідки
- Хо Джин Сонг, володар чорного поясу 9 ступені по Хапкідо

### Озброєння
- Автомат Тип-68
- Снайперська гвинтівка PSL
- Протипіхотна міна ПМД
- Рукопашний бій: поєднання Хапкідо і Тхеквондо

### Дані воїна
- Вік: 24
- Зріст: 172 см, вага 55 кг

|                                | Рейнджери армиї США | Відсоток перемог | Спецназ Північної Кореї | Відсоток перемог |
| ------------------------------ | ------------------- | ---------------- | ----------------------- | ---------------- |
| Зброя середньої дальності      | M4                  | 45 %             | Тип-68                  | 55 %             |
| Зброя дальнього бою            | SR-25               | 55 %             | PSL                     | 45 %             |
| Зброя спеціального призначення | «Клеймор»           | 72 %             | ПМД                     | 28 %             |
| Всього                         | 2,503               | 50.08 %          | 2,497                   | 49.92 %          |

|                           | Рейнджери | Спецназ КНДР |
| ------------------------- | --------- | ------------ |
| Дисципліна                | 83        | 88           |
| Знання місцевості         | 78        | 88           |
| Екстримізм                | 83        | 90           |
| Психологічна підготовка   | 74        | 86           |
| Бойовий досвід            | 85        | 78           |
| Володіння рукопашним боєм | 89        | 81           |

### Факти
- Вперше в бою брали участь противники, які, теоретично, могли б зустрітися в бою і в реальності (хоча до цього була серія «російський спецназ проти зелених беретів», очевидно, малося на увазі, що РФ і США не противники).
- Із серії був вирізаний епізод з розглядом тактик військ, який завжди показувався у вступних відеороликах до випусків 3 сезону: в ньому аналізувалися дії КНДР і США в разі конфлікту на Корейському півострові.
- Для випробувань снайперських гвинтівок було підготовлено стрільбища з 6 мішенями, що імітували охорону вузла зв'язку: троє на позиціях, один в укритті, офіцер, що переміщається по території, а також укритий ворожий снайпер в камуфляжі. Американський снайпер усунув п'ять охоронців з 1-го пострілу і снайпера з 4-го пострілу за 1 хвилину 48 секунд. Корейський снайпер також вразив 5 цілей з одного пострілу і снайпера двома, проте витратив 2 хвилини 7 секунд. У підсумку перемогу американської гвинтівки як тій котра має більш місткий магазин (20 патронів проти 10) і більш комфортна віддача, яка давала можливість стріляти швидше.
- Порівняння стилів рукопашного бою показало, що поєднання Хапкідо і Тхеквондо дозволяє завдавати блискавичних кругових ударів і використовувати силу супротивника проти нього самого. Стиль рукопашного бою рейнджерів орієнтований на оглушення противника простими швидкими і потужними ударами і добивання його зі стрілецької зброї. В результаті було визнано, що обидва стилі рукопашного бою однаково ефективні, тому в даній категорії була оголошена нічия.
- Для порівняння автоматів учасникам було потрібно, маючи один магазин, захопити будівлю яка утримувалась шістьма ворожими солдатами. З боку Північної Кореї випробовувався Тип-68, північнокорейська версія автомата АКМ з меншою початковою швидкістю кулі, але з більшою забійною силою. Обидва стрілка вклалися рівно в 30 секунд, проте американець випустив весь магазин, тоді як корейцеві знадобилося всього 13 патронів. В результаті корейський автомат був оголошений переможцем за рахунок більш забійної сили
- Міни випробовувалися на трьох мішенях, що зображують ворожий патруль. Корейська міна натискної дії підривалася під ногою однією з мішеней, створеної з балістичного гелю (симуляція плоті). ПМД важко поранила «настав», проте навіть не зачепив дві інші мішені. З огляду на конструктивні особливості «клеймору», манекен з балістичного гелю встановили на відстані 4 метри від міни і ще дві мішені за ним. В результаті всі три були «вбиті» і вибуховою хвилею і осколками. В результаті, можливість дистанційного підриву, потужне осколкова дія та форма, що дозволяє визначати напрямок розльоту осколків, принесли американській міні беззаперечну перевагу. Корейські міни були визнані лише засобом затримання ворога за рахунок можливості їх установки у величезній кількості і психологічного придушення противника, який буде постійно очікувати можливого підриву на міні
- Перемога американців була здобута з найменшою в третьому сезоні перевагою.
- Автомат М4 випробовувався вже в третій раз: в перший — в епізоді «Спецназ проти Зелених беретів», другий — «NAVY SEALs проти Sayeret». Таким чином, цей автомат з'явився у всіх трьох сезонах.
- Автомат Калашникова використовувався в шоу вже четвертий раз: (1 сезон) в перший — в епізоді «Спецназ проти Зелених беретів», другий — «Талібан проти ІРА»; (2 сезон) в третій — «Медельінській картель проти Сомалійських піратів». Отож, автомат використовувався у всіх сезонах.

## Серія 26:ЧингісханпротиГаннібала

### Команда Чингісхана
- Хосбаяр, американський морський піхотинець, етнічний монгол і експерт по монгольській зброї
- Тімоті Мей, доктор історичних наук, автор книги «Монгольська військове мистецтво»

### Озброєння
- Тюрко-монгольська шабля
- Джида (спис)
- Монгольський композитний лук

Зразок тактики: Битва на Калці

### Дані воїна
- Рік: 1204
- Вік: 39
- Зростання 170 см, вага 70 кг

### Команда Ганнібала Барки
- Брайан Форрест, фахівець по древньому зброї
- Патрік Хант, доктор історичних наук, професор археології Стенфордського університету

### Озброєння
- Фальката
- Соліферрум
- Бойовий слон

Зразок тактики: Битва при Каннах

### Дані воїна
- Рік: 216 до н. е.
- Вік: 26
- Зростання 167 см, вага 64 кг

|                                | Чингісхан       | Відсоток перемог | Ганнібал     | Відсоток перемог |
| ------------------------------ | --------------- | ---------------- | ------------ | ---------------- |
| Зброя близького бою            | Шабля           | 57 %             | Фальката     | 43 %             |
| Зброя середньої дальності      | Джида           | 14 %             | Соліферрум   | 86 %             |
| Зброя спеціального призначення | Композитний лук | 62 %             | Бойовой слон | 38 %             |
| Всего                          | 2,739           | 54.78 %          | 2,261        | 45.22 %          |

|             | Чингісхан        | Відсоток перемог | Ганнібал                            | Відсоток перемог |
| ----------- | ---------------- | ---------------- | ----------------------------------- | ---------------- |
| Захист тіла | Ламелляр (сталь) | 4.22 %           | Маскулата (бронза)                  | 1.32 %           |
| Голова      | Сталевий шолом   | 7.48 %           | Бронзовый шолом                     | 0.78 %           |
| Щит         | Сталевий щит     | 2.80 %           | Дерев'яний посиплений бронзовою щит | 7.48 %           |

|                      | Чингісхан | Ганнібал |
| -------------------- | --------- | -------- |
| Вміння вселяти страх | 89        | 86       |
| Стратегія            | 89        | 76       |
| Фізичні дані         | 76        | 81       |
| Бронезахист          | 85        | 74       |

### Факти
- Вперше було протестовано живу зброю — бойового слона.
- При порівнянні спеціальної зброї дресирована слониха Люсі розчавила ногою манекен з балістичного гелю з імітацією кісток, а атака з використання слонів була визнана потужним засобом тиску на психіку супротивника. Монгольський композитний лук пробив слонячу шкуру, але не пробив шар підшкірного жиру і не завдав істотних поранень. Однак було визнано, що від масованого обстрілу з луків слон міг звернутися в втечі або, розлютившись, напасти на своїх солдатів. У підсумку, переможцем був визнаний бойової слон, а в симуляції кориснішим був монгольський лук.
- Клинкова зброя спочатку тестувалась на тушах з яловичини, де шабля і фальката показали приблизно рівну ефективність в пішому бою. Фальката показала меншу швидкість удару, проте дозволяла завдавати ударів частіше і наносила важчі рани за рахунок конструктивних особливостей леза. У бою верхи коротка фальката виявилася слабкішою ніж шабля, не завдавши смертельного удару, що і принесло монгольській шаблі перемогу у випробуваннях і в симуляції.
- Далі клинки використовувалися і в випробуваннях обладунків. Монгольська шабля не пробила карфагенский щит своїм ударом та навіть не пошкодила руку, що тримала щит. Також, шабля лише незначно пробила маскулату колючим ударом, не завдавши рани самому бійцеві під нею. Рубчастий удар по карфагенському шоломі вже пробив його, сила удару означала смертельну черепно-мозкову травму. Удар Фалькатою також не зашкодив ні монгольського щита, ні руки, що тримає його. Колючий удар в ламелярний обладунок лише пробив одну з лусочок, що лежать внахлест, а удар по монгольському шоломі не завдав серйозної травми. Зважаючи на це, в категорії обладунків перемога була однозначно присуджена Чингісхану.
- У порівнянні тактик за зразок тактики Чингісхана було взято його улюблений брехливий відступ, розглянутий на прикладі нищівного розгрому чисельно більшої русько-половецької армії на Калці (Чингісхан не брав у ній участі, проте там був задіяний цей прийом). В порівнянні з тактикою охоплення і оточення противника, застосованої Ганнібалом в битві при Каннах, був зроблений висновок про перевагу монгольської тактики.
- У порівнянні копій монгольська джида поступилася соліферуму, так як для правильне застосування цього спису були потрібні кращі навички або більше удачі. Крім того, джида у воїна могла бути тільки одна, а соліферрумів, як правило, було три. Незважаючи на сумніви з огляду на те, що соліферрум призначався для метання, за результатами випробувань і симуляції він показав перевагу над джидою.
- У випробуваннях і симуляції вершники з обох сторін мали сідла, що історично невірно — в Європі вони виявилися лише в VI столітті нашої ери, тому їх у Ганнібала бути не могло.

## Серія 27:Саддам ХуссейнпротиПол Пота

### Команда Саддама Хуссейна
- Сабах Ходада, колишній генерал Іракської армії
- Келвін Бондла, експерт по зброї Саддама Хуссейна
- Підполковник Рік Франконія, колишній офіцер ВПС США і агент ЦРУ

### Озброєння
- Багнет від АКМ
- Пістолет Browning Hi-Power
- Ручний кулемет РПК
- Граната РГД-5

 'Дані воїна' 
- Вік: 50
- Зростання: 185 см, вага 88 кг
- Царство терору: 1979—2003

### Команда Пол Пота
- Джонатан Кхан, експерт з озброєння Пол Пота і колишній снайпер армії США
- Кілонг Унг, який пережив геноцид в Камбоджі

### Озброєння
- Ніж для очерету
- Пістолет ТТ
- Ручний кулемет РКД
- Граната РГД-33

 'Дані воїна' 
- Вік: 50
- Зростання: 177 см, вага 80 кг
- Царство терору: 1975—1979

|                           | Саддам Хуссейн    | Відсоток перемог | Пол Пот          | Відсоток перемог |
| ------------------------- | ----------------- | ---------------- | ---------------- | ---------------- |
| Зброя ближнього бою       | Штик-ніж          | 54 %             | Ніж для троснику | 46 %             |
| Зброя середньої дальності | Browning Hi-Power | 62 %             | ТТ               | 38 %             |
| Зброя дальнього бою       | РПК               | 53 %             | РПД              | 47 %             |
| Спеціальна зброя          | РГД-5             | 41 %             | РГД-33           | 59 %             |
| Всего                     | 2,828             | 56.56 %          | 2,172            | 43.44 %          |

|                   | Саддам Хуссейн | Пол Пот |
| ----------------- | -------------- | ------- |
| Лідерство         | 78             | 75      |
| Підготовка        | 70             | 53      |
| Психічне здоров'я | 46             | 27      |
| Ініціатива        | 74             | 83      |
| Інстинкт вбивці   | 86             | 89      |

### Факти про епізод
- Вперше випробування передбачали використання відразу більшості арсеналу: кидок гранати, придушення противника вогнем кулемета, ближній бій за допомогою пістолета. Лише ножі випробовувалися окремо.
- Для випробувань зброї було побудовано стрільбище з імітацією ворожого КПП (один солдат в сторожовий будці і троє поруч), будівля з трьома рухомими і двома статичними мішенями, які потрібно придушити вогнем кулемета і двома вискакуючими мішенями, які потрібно було вразити з пістолета. Виступаючий за Саддама Келвін Бондла витратив на виконання цього завдання 2 хвилини 5 секунд. Джонатан Кхан, що виступав за Пол Пота- 2 хвилини 2 секунди.
- У випробуваннях гранат РГД-5 вбила трьох солдатів на КПП і навіть не ранила четвертого, якого Келвіну Бондлі довелося знищити з кулемета. Граната РГД-33 вбила трьох і поранила четвертого. Зважаючи на це, РГД-33 отримала перевагу за більший заряд, більший радіус ураження набитом і форму, завдяки якій після падіння залишалася на місці, тоді як РГД-5 могла перекочуватися.
- Обидва кулемета вразили всі цілі на стрільбищі, через що було проведено друге випробування, яке полягало у розстрілі легкового автомобіля з розташованими всередині пасажиром і водієм. В цілому, РПК показав себе більш легким і зручним, але РПД отримав перевагу за більший боєкомплект — стрічка на 100 патронів проти магазина на 40.
- У порівнянні ножів від учасників випробування було потрібно вибити двері, вразити ножем стоячого за нею супротивника (шматок яловичини) і вразити «скокнутого» на нього другого ворога — шматок яловичини на направляючого. Багнет-ніж проявив велику рухливість в рукопашному бою і можливість завдавання потужних колючих ударів. Рубчастий удар ножем для очерету завдав глибокий поріз, однак потрібне місце для розмаху, а ніж міг застрягти в тілі супротивника. Стало зрозуміло що багнет від АКМ перш за все бойовий ніж, а ніж для очерету — сільськогосподарським знаряддя.
- Пістолет Browning Hi-Power переміг присуджений за більший магазин — 13 патронів проти 8 у ТТ.
- У серії було зазначено, що ТТ має калібр 9 мм, тоді як калібр цього пістолета — 7,62х25.
- Правління Пол Пота закінчилося того-ж року, коли почалося правління Саддама Хусейна — 1979.
- Саддам Хуссейн переміг з самим значною перевагою над противником за третій сезон програми.
- Багнет від АКМ випробовувався вже вдруге — в перший раз це було в серії «ІРА проти талібану».

## Серія 28:Теодор РузвельтпротиЛоуренса Аравійського

### Команда Теодора Рузвельта
- Комендор-сержант КМП США Куай Террі
- Гері Харпер, військовий історик

### Озброєння
- Ніж Боуї
- Карабін Springfield Model 1892-99
- Кулемет Гатлінга

Зразок тактики: Бій за висоту Сан-Хуан
 'Дані воїна' 
- Рік: тисячі вісімсот дев'яносто вісім
- Вік: 39
- 175 см, вага 86 кг

### Команда Лоуренса Аравійського
- Річард Рейд, військовослужбовець британської армії і експерт по британському вогнепальної зброї
- Гевін Скотт, кореспондент BBC і історик

### Озброєння
- Джамбо
- Гвинтівка Лі-Енфілд
- Кулемет Віккерса

Зразок тактики: Взяття Акаби
 'Дані воїна' 
- Рік: 1916
- Вік: 29
- Зріст: 165 см, вага 53 кг

|                           | Теодор Рузвельт           | Відсоток перемог | Лоуренс Аравійський | Відсоток перемог |
| ------------------------- | ------------------------- | ---------------- | ------------------- | ---------------- |
| Зброя близького бою       | Ніж Боуї                  | 33 %             | Джамбія             | 67 %             |
| Зброя середньої дальності | Springfield Model 1892-99 | 46 %             | Лі-Енфілд           | 54 %             |
| Зброя дальнього бою       | Кулемет Гатлінга          | 58 %             | Кулемет Віккерса    | 42 %             |
| Всього                    | 2,582                     | 51.64 %          | 2,418               | 48.36 %          |

|                   | Теодор Рузвельт | Лоуренс Аравійський |
| ----------------- | --------------- | ------------------- |
| Витривалість      | 71              | 88                  |
| Тактика           | 75              | 81                  |
| Військовий досвід | 67              | 76                  |
| Стійкість в бою   | 86              | 81                  |

### Факти про епізод
- Вперше в програмі були випробувані станкові кулемети: кулемет Віккерса Лоуренса Аравійського і кулемет Гатлінга Теодора Рузвельта.
- У порівнянні кулеметів від учасників вимагалося маючи 250 патронів відбити атаку на висоту: вразити три рухомі і п'ятнадцять статичних мішеней. Кулемет Гатлінга випустив 250 куль за 71 секунду, вразивши три рухомих і десять статичних мішеней. Розрахунок «Віккерса» витратив на виконання завдання 101 секунду, вразивши три рухомих і одинадцять статичних мішеней, кулемет дав одну осічку. В результаті, з огляду на більшу ймовірність промахів і потреби в водяному охолодженні, перемога була присуджена кулемета Гатлінга.
- Гвинтівка Лі-Енфілд показала значно більшу початкову швидкість кулі в порівнянні з карабіном Springfield Model 1892-99 і завдала значно важчі рани
- У випробуванні гвинтівок від учасників було потрібно атакувати позицію противника, на якій розташовувалися три статичні, три рухомі і дві вискакують мішені. Спочатку потрібно було дістатися до підготовленої позиції і зробити десять пострілів. Потім потрібно просунутися на 15 метрів до другої позиції, подолавши колючий дріт і не потрапивши під імітації вибухів, і зробити ще десять пострілів. Куай Террі з карабіном витратив на виконання завдання 2 хвилини 26 секунд, зробивши 20 пострілів і вразивши всі 8 мішеней, потрапивши в цілому 16 разів. Річард Рейд з гвинтівкою Лі-Енфілд витратив на виконання завдання 2 хвилини 15 секунд, вразив 7 мішеней 14 влученнями. Було визнано, що Лі-Енфілд має більший магазин, завдає більшої шкоди і має кращу скорострільність, як за рахунок більш зручного затвора, так і більш швидкого заряджання патронів, але карабін Springfield Model 1892-99 виявився точнішим за і мав меншу віддачу. У підсумку, була оголошена нічия.
- Ножі випробовувалися на двох свинячих тушах, що рухаються на учасника по напрямних з різних сторін. Ніж Боуї показав швидкість удару 67 км / год і завдав одній з туш рану середньої тяжкості (людина-б втратила здатність рухати однією рукою, але в іншому-б не постраждала) і смертельну рану другий. Джамбо показала швидкість 82 км / г, обидва «противники» були вбиті. У підсумку, а також з огляду на страхітливий зовнішній вигляд, перемога була присуджена арабському кинджалу Лоуренса.
- У порівнянні тактики перемога була присуджена Лоуренсу Аравійському за здатність адаптуватися до обстановки, імпровізувати, використовувати всі можливості: при взятті Акаби Лоуренс він ввів турок в оману, змусивши їх стягнути сили на оборону Дамаску, а сам кинувся до Акаба. Рузвельт під час штурму висоти Сан-Хуан завдав стрімкий удар по іспанських позиціях, незважаючи на ризик. На думку експертів, багато в чому, йому просто пощастило в цьому бою. Його тактика спрацювала, але гнучкістю і продуманістю дій він не відзначився.

## Іван ГрознийпротиЕрнана Кортеса

### Команда Івана Грозного
- Володимир Орлов, інструктор російського спецназу
- Ендрю Дженкс, доктор наук, професор, фахівець з історії Росії

### Озброєння
- Угорсько-польська шабля
- Пищаль[прим. 2]
- Бердиш

 'Дані про воїна' 
- Рік: +1560
- Зростання: 6 футів
- Вага: 180 фунтів
- Броня: «Комбінація кольчуги і вставок з сталевих пластин» (Зерцальний обладунок)

### Команда Кортеса
- Джейсон Хейка, експерт по зброї 16-го століття
- Кайл Лопез, експерт з історії Іспанської колонізації Америки

### Озброєння
- Рапіра
- Аркебуза
- Алебарда

 'Дані про воїна' 
- Рік: тисяча п'ятсот двадцять одна
- Зростання: 5 футів 4 дюйми
- Вага: 135 фунтів
- Броня: Сталева кіраса

|                           | Іван Грозний | Відсоток перемог | Ернан Кортес | Відсоток перемог |
| ------------------------- | ------------ | ---------------- | ------------ | ---------------- |
| Зброя ближнього бою       | Шабля        | 54 %             | Рапіра       | 46 %             |
| Зброя середньої дальності | Бердиш       | 38 %             | Алебарда     | 62 %             |
| Зброя дальнього діапазону | Пищаль       | 59 %             | Аркебуза     | 41 %             |
| Всього                    | 2,253        | 45.06 %          | 2,747        | 54.94 %          |

|                      | Іван Грозний | Ернан Кортес |
| -------------------- | ------------ | ------------ |
| Вміння вселяти страх | 90           | 82           |
| Фізичні дані         | 84           | 69           |
| Талант полководця    | 54           | 76           |
| Психічне здоров'я    | 37           | 72           |
| Лідерські якості     | 78           | 85           |

### Факти про епізод
- Вперше випробовувалася фітильна вогнепальна зброя. Результати спростували поширену твердження про його неточності.
- Удар рапіри розрубав свинячу тушу навпіл, тоді як шабля завдала лише глибоку рану, проте при випробуванні вершки удар шаблі відрубав голову, а колючий удар рапірою завдав тільки легку рану. В результаті шабля була визнана кращою зброєю.
- Кілька ударів сокирами повністю знищили торс з балістичного гелю, однак бердиш не пробився кірасу і в підсумку програв алебарді, що добре підходить як для колючих ударів вістрям, так і для рубаючих ударів, а також для стягування противника з коня. Також удари сокирами сильно вимотували бійця. Слід зазначити, що бердиш випробовувався тільки для розгонистих рубчастих ударів, тоді як він призначався також для ріжучих (на зразок глефи), а також для колючих ударів гострим кінцем.
- І з пищалі, і з аркебузи стрілки вразили три цілі двома пострілами, обидві рушниці пробили броню противника, однак пищаль отримала перевагу за рахунок більш швидкої перезаряджання (34 секунди проти 56), наявності як прицілу, так і мушки (у аркебузи Кортеса мушки не було), а також використання підставкою при стрільбі повноцінною зброєю — бердиш.
- Кіраса була визнана кращим захистом у порівнянні з зерцальними латами Івана Грозного (що цікаво, зерцало був названий просто «комбінація кольчуги і сталевих пластин»). Втім, обидва види броні були пробиті вогнепальною зброєю противника.
- В епізоді були продемонстровані страти, застосовані обома персонажами: удушення гаррота (Кортес) і четвертування (Іван Грозний). Втім, четвертування кіньми було більш характерно для Європи, в Росії зазвичай використовували сокиру.
- 4 з 5 бійців сторони Івана Грозного, включаючи його самого, були вбиті особисто Кортесом (лише один з стрільців був застрелений аркебузером Кортеса, причому Іван Грозний сам закрився своїм солдатом від пострілу). Таким чином, Кортес став одним з 4 воїнів, які вбили 4 противників (разом з спецназовцем із серії «Спецназ проти Зелених беретів», Саддамом Хусейном і Несамовитим Конем).
- Обидва персонажа були охарактеризовані як психічно одержимі завойовники: Кортес як спраглий до золота, Іван Грозний як релігійний фанатик.
- Єдиний епізод 3-го сезону за участю історичних персонажів, в якому не аналізується їх тактика на прикладі будь-якого бою.
- Перемогу Кортесу приніс Х-фактор психічного здоров'я, значення якого було майже вдвічі вище.

## Серія 30:Несамовитий КіньпротиПанчо Вільї

### Команда Несамовитого Коня
- Мозес Брінгс Пленті, актор і співак, знавець зброї та культури племені лакота
- Делано «Синій» Ігл, індіанець Лакота і колишній морський піхотинець

### Озброєння
- Дубинка Ініянкапемні
- Револьвер Кольт 1 873
- Гвинтівка Генрі

Зразок тактики: Битва при Роузбад
 'Дані воїна' 
- Рік: 1876
- Вік: 36
- Зростання: 170 см, вага 63 кг

### Команда Панчо Вільї
- Фернандо Васкес, стрілок і наїзник
- Сантьяго Вільялобос, дослідник

### Озброєння
- Ніж Боло
- Револьвер Кольт Біслі
- Гвинтівка Вінчестер моделі 1894 року

Зразок тактики: Мексиканська революція
 'Дані воїна' 
- Рік: 1914
- Вік: 36
- 175 см, вага 77 кг.

|                            | Несамовитий Конь | Відсоток перемог | Панчо Вілья    | Відсоток перемог |
| -------------------------- | ---------------- | ---------------- | -------------- | ---------------- |
| Зброя ближнього бою        | Ініянкапемни     | 42 %             | Ніж Боло       | 58 %             |
| Зброя середнього діапазону | Кольт 1873       | 54 %             | Кольт Біслі    | 46 %             |
| Зброя дальнього діапазону  | Гвинтівка Генрі  | 46 %             | Вінчестер 1894 | 54 %             |
| Всього                     | 2,316            | 46.32 %          | 2,684          | 53.68 %          |

|                   | Несамовитий Кінь | Панчо Вілья |
| ----------------- | ---------------- | ----------- |
| Логістика         | 54               | 87          |
| Схильність хвороб | 73               | 44          |
| Тактика           | 85               | 81          |
| Лють              | 84               | 91          |

### Факти про епізод
- У серії був вперше показаний, проте не використаний в бою лук Несамовитого Коня.
- Для випробування гвинтівок було підготовлено стрільбища з 4 мішенями на відстані 45 метрів (3 манекена з балістичної глини і шматок яловичини). Учасникам давався один магазин своєї гвинтівки. Мозес Брінгс Пленті, мав 15 патронів, витратив на виконання завдання 75 секунд, добивши 6 влучень. Гвинтівка дала один промах. Три мішені було «важко поранені», одна «вбита». Фернандо Васкес, який мав 10 патронів, витратив на виконання завдання 48 секунд, домігшись 4 влучень, «вбивши наповал» одну мішень і завдавши смертельні поранення трьом іншим. Обидва учасники показали однаковий відсоток влучень — 40 %.
- У другому випробуванні гвинтівок, досліджувалася можливість стрільби з коня. Маючи 5 патронів, учасники повинні були вразити на скаку п'ять грудних мішеней. Мозес Брінгс Пленті вразив три мішені, важко поранивши дві і легко одну. Фернандо Васкес також вразив три мішені, легко поранивши дві і важко одну. У підсумку, гвинтівки були визнані приблизно однаковими по бойовими характеристиками, однак Вінчестер 1894 був визнаний більш надійним і мав більш легку і зручну перезаряджання, що особливо важливо в бою вершки.
- Пістолети випробовувалися на стрільбищі, де імітували крадіжку коня. Учасникам потрібно було знищити п'ять рухомих манекенів, що зображують охорону, і при цьому не застрелити коня. Сантьяго Вільялобос витратив на це 17 секунд, убивши двох, смертельно поранивши третього, несмертельно — четвертого і не потрапив в п'ятого охоронця. Мозес Брінгс Пленті витратив на виконання завдання 21 секунду, убивши трьох і поранивши двох. Незважаючи на більшу зручність Кольта Біслі, Кольт 1873 Несамовитого Коня був визнаний переможцем за рахунок більшої забійної сили
- У порівнянні тактики перевага була віддана Несамовитому Коню за більш хитромудрі і продумані дії, гнучкість і здатність використовувати характер місцевості проти технологічно укріпленішого супротивника.
- У випробуваннях зброї ближнього бою, учасникам давалося 15 секунд, щоб нанести максимально можливої шкоди манекену з балістичного гелю. Ініянкапемні показала швидкість удару 166 км / год, і декількома ударами буквально відбила голову манекену, але при цьому зламалася. Навіть окремі удари по голові були смертельні. Ніж Боло також декількома ударами відрубав манекену голову, проте ріжучі удари по тілу були, в основному, не надто небезпечними. У підсумку перемога була присуджена боло, так як у ініянкапемні була небезпека перелому руків'я.
- Під час симуляції бою Несамовитий Кінь вбив чотирьох ворогів, проте програв.

### Команда Французького Іноземного легіону
- Нік Хьюз, капрал Легіону (австралієць за походженням), майстер бойових мистецтв і письменник
- Жоффе Вевр, доктор наук, історик

### Озброєння
- Ніж Каміллус
- Гвинтівка MAS-36
- Кулемет Браунінг M1918

Зразок тактики: Битва за Бір-Хакейм
 'Дані воїна' 
- Рік: 1940—1945
- Вік: 27
- Зростання: 170 см, вага 70 кг

### Команда Гуркхів
- Растр Рай, сержант підрозділи гуркхів з 20-річним досвідом служби
- Джон Колін, лейтенант підрозділу гуркхів

### Озброєння
- Ніж Кукри
- Гвинтівка Лі-Енфілд No.4
- Кулемет Bren

Зразок тактики: Битва при Імпхалі, Кохімська битва
 'Дані воїна' 
- Рік: 1940—1945
- Вік: 19
- Зростання: 157 см, вага 61 кг

|                           | Французький Іноземний легіон | Відсоток перемог | Гуркхи         | Відсоток перемог |
| ------------------------- | ---------------------------- | ---------------- | -------------- | ---------------- |
| Зброя ближнього бою       | Каміллус                     | 44 %             | Кукрі          | 56 %             |
| Зброя середньої дальності | MAS-36                       | 42 %             | Лі-Енфілд No.4 | 58 %             |
| Зброя великого діапазону  | Браунінг M1918               | 65 %             | Bren           | 35 %             |
| Всього                    | 2,381                        | 47.62 %          | 2,619          | 52.38 %          |

|                         | Французький Іноземний легіон | Гуркхи |
| ----------------------- | ---------------------------- | ------ |
| Психологічна підготовка | 87                           | 85     |
| Дисципліна              | 76                           | 88     |
| Підготовка              | 90                           | 87     |
| Фізичні дані            | 84                           | 91     |
| Лють                    | 88                           | 81     |
| Наполегливість          | 79                           | 83     |

### Факти про епізод
- Вперше в сутичці взяли участь солдати, що присягнули на службу не своїй країні: французький іноземний легіон — найманці з інших країн, гуркхи — непальці, воїни Великої Британії
- Для випробувань кулеметів використовувалося стрільбище з трьома цілями: перша на дистанції 90 метрів була атакована вогнем з положення лежачи, потім учаснику потрібно було висуватися вперед і вразити дві цілі — за автомобілем і цегляною стіною на відстані 20 і 45 метрів відповідно. За результатами випробувань BAR обійшов Bren як більш легкий, зручний і надійний. Проте, не дивлячись на більшу вагу кулемета і одну осічку, випробовуючий його Растр Рай виконав завдання швидше Ніка Хаглса. Це продемонструвало кращу фізичну форму гуркхів і їх витривалість, обумовлені життям в умовах високогір'я.
- Для порівняння гвинтівок використовувалася смуга перешкод: спочатку потрібно було зробити з положення лежачи десять пострілів за трьома рухомими мішенями на дистанції 50 метрів, потім переповзти на другу позицію і зробити десять пострілів по двом статичним мішенях на дистанції 30 метрів. Гвинтівка MAS-36 продемонструвала велику початкову швидкість кулі, точність, а також наносила більш важкі поранення. Однак Лі-Енфілд гуркхів була зручнішою у використанні, мала більш швидку перезаряджання — заряджалась двома обоймами по 5 патронів, тоді як патрони до французької гвинтівку заряджалися по одному. Це принесло британської гвинтівці перемогу у випробуваннях і в симуляції.
- У випробуваннях ножів учасникам потрібно було заскочити у ворожий окоп і зняти двох часових та вбити третього ворожого солдата. Ніж каміллус показав велику швидкість удару — 130 км/год в порівнянні з 95 км/год кукрі, однак він поступився непальському ножу по тяжкості нанесених ран. Щоб гарантовано вбити за допомогою каміллуса були потрібні точні удари, тоді як кукрі дозволяв завдавати як точних колючих, так і потужних рубаючих ударів.
- Система підготовки гуркхів, заснована на максимальному використанні обумовлених умовами високогір'я фізичних даних була визнана кращою ніж жорстока муштри, характерною для французького іноземного легіону. Фізіологічні відмінності були визнані важливим фактором, так як значно позначалися на рівні витривалості.
- У даному епізоді вдруге випробовувався ніж типу Ka-Bar (каміллус), в минулий раз це було в серії «NAVY SEALS проти Sayeret», а також вдруге гвинтівка Лі-Енфілд (перший — в серії «Теодор Рузвельт проти Лоуренса Аравійського»).

## Серія 32:ВампірипротиЗомбі

### Команда Вампірів
- Стів Найлз, автор сценарію «30 днів ночі»
- Скотт Боуен, автор книги «Вампіри. Сучасне керівництво по виживанню серед повсталих з мертвих»

### Озброєння
- Кігті
- Ікла

### Команда Зомбі
- Макс Брукс, автор «Світова війна Z»
- Метт Могк, засновник  Товариства дослідження зомбі

### Озброєння
- Зуби
- Руки

|                      | Вампіри | Відсоток перемог | Зомбі | Відсоток перемог |
| -------------------- | ------- | ---------------- | ----- | ---------------- |
| Зброя ближнього бою  | Ікла    | 5.62 %           | Зуби  | 2.35 %           |
| Зброя середнього бою | Когті   | 49.48 %          | Руки  | 42.55 %          |
| Всього               | 2,541   | 50.82 %          | 2,459 | 49.18 %          |

|                     | Вампіри | Зомбі |
| ------------------- | ------- | ----- |
| Інтеллект           | 93      | 9     |
| Інстинкт пошуку їжі | 82      | 88    |
| Витривалість        | 87      | 100   |
| Жорстокість         | 88      | 96    |

### Факти про епізод
- Вперше в випробуваннях взяли участь вигадані персонажі. До цього на таку роль претендував лише Сунь Цзи з другого сезону.
- Вперше в учасників не було ніякої зброї.
- Для випробування сили атаки вампіра і зомбі були задіяні дресирований ротвейлер і алігатор.
- Щоб визначити співвідношення сил, одному з учасників довелося збивати направлених на нього манекенів. Помноживши кількість збитих манекенів на співвідношення сили вампіра і звичайної людини, було встановлено співвідношення вампірів і зомбі (в симуляції були взяті три вампіра і 189 зомбі).
- Не дивлячись на те, що за підсумками бою з невеликою перевагою перемогли вампіри, під час аналізу результатів сутички було показано перелякане обличчя вампіра, яке було спотворене після нападу зомбі. Експерти заявили, що зомбі можуть теоретично перетворити свого супротивника в союзника і здобути підсумкову перемогу.
- В кінці цього епізоду були показані титри «To be continued» (Шаблон:Tr-en), проте четвертий сезон шоу не планується знімати найближчим часом (у 2012 році про це заявив Джефф Демоулін).